# Estreito (ort)
Estreito är en ort i Brasilien.   Den ligger i kommunen Parnarama och delstaten Maranhão, i den östra delen av landet, 1 200 km norr om huvudstaden Brasília. Estreito ligger 199 meter över havet och antalet invånare är 17 647.
Terrängen runt Estreito är platt, och sluttar österut. Det finns inga andra samhällen i närheten.
Omgivningarna runt Estreito är huvudsakligen savann. Runt Estreito är det glesbefolkat, med 12 invånare per kvadratkilometer.